# Організація національної розвідки (Туреччина)
Організація національної розвідки Туреччини (тур. Milli İstihbarat Teşkilatı, MİT) — спецслужба Туреччини. Що була створена в 1965 році для заміни Служби національної безпеки Туреччини.
За словами колишнього директора з іноземних операцій, Явуза Атака, військова присутність у даній організації є незначною. Ця організація має військову спадщину. У 1990 р. частка військовослужбовців склала 35%. Сьогодні вона впала до 4,5% в нижніх ешелонах згаданої структури.
Колишній заступник секретаря Джеват Унеш, заявив, що «МІТ» при кожному державному перевороті, як військова хунта, брала на себе організацію зі своїм набором пріоритетів.
З метою забезпечення надійності в організацію набрані службовці з родичів існуючих співробітників. Колишній заступник, Емре Танер, не говорить, що це вже не так. Йому приписують скорочення боротьби за сфери впливу між «МІТ» і поліцейською розвідкою, а також боротьбою всередині самого «МІТ». Танер оголосила про реструктуризацію ПМИ на початку 2009 року.
«МІТ» співпрацює з американськими спецслужбами, Розвідувальним співтовариством США.

## Історія
Спроби Туреччини у створенні систематичного і організованого характеру розвідки почалися в останні роки існування Османської імперії. Потреба захисту політичного союзу від впливу зарубіжних країн, запобігання сепаратистським рухам всередині країни, приділяння особливої уваги Близькому Сходові призвело до виникнення 17 листопада 1913 р. спецслужби Енвер-паши. Під час Першої світової війни, військові та напіввійськові дії використовували при виконанні важливих завдань інформацію створеної організації. Після підписання перемир'я 30 жовтня 1918 р. згадана організація була знищена.
На відміну від інших країн «MIT» поєднує в собі внутрішні та зовнішні операційні та інші заходи, закладені в пакеті законів. Заснована в 1965 р. після перетворення попереднього тур. Milli Emniyet Hizmeti (МАН), заснованої Ататюрком у 1926 році, військовий вплив у ній традиційно сильний, особливо — був під час військового режиму в країні, який викликав офіційне зменшення чисельності військовослужбовців під тиском громадянського політиків до 35% в 1990 році і на сьогоднішній день до 4,5% від свого основного складу. Нові співробітники традиційно набиралися з сімей колишніх співробітників і серед національної еліти Туреччини.
Має потенціал поліцейської служби та взаємодіє з силами жандармерії, і може вважатися як таємна поліція, тому вона знаходиться в конкуренції з традиційними поліцейськими розвідками.
Розвідка Туреччини стала одною з агресивно-активних і найбільш досвідчених серед малих країн — учасниць військових блоків НАТО та СЕНТО, що засвоїла досвід розвідки і контррозвідки Османської імперії, спеціальних служб Англії, Франції, Німеччини, а в післявоєнний період також і США. Особливостями проведення підривної діяльності розвідки Туреччини є активне використання емігрантських елементів, насамперед мусульманських, які емігрували з Кавказу, з Криму, Середньої Азії та Поволжя, а також громадян колишнього СРСР; використання в агентурній роботі ідей панісламізму і пантюркізму; використання безпосереднього сусідства з пострадянськими країнами для розвідки прикордонних районів; використання погранкомісарських зустрічей; розвідувальні опитування емігрантів, а також турецьких громадян що потрапили для бізнесу, журналістики та дипломатії на пострадянські території; збір розвідувальної інформації про бойові кораблі й торгові судна, які прямують через чорноморські протоки; нелегальне засилання агентів з числа жителів Туреччини, які переходять у інші країни в пошуках кращих умов життя чи політичного притулку; використання для «агентурного проникнення» каналів рееміграції та приватного в'їзду в інші країни. Можливості розвідки Туреччини широко використовують для проведення різнобічної підривної діяльності як розвідувальні служби великих держав світу, насамперед США, що впровадили в розвідку Туреччини своїх радників і розмістили на території Туреччини велику кількість своїх розвідувальних органів, так і військово-розвідувальні органи штабів НАТО та СЕНТО, що постійно дислокуються на турецькій території.

## Структура
На чолі «МІТ» поставлений радник, який підпорядковується канцелярії прем'єр-міністра Туреччини.
При «МІТ» існує Рада з координації національної розвідки, яка займається організацією співробітництва та взаємодії всіх служб, проводить розвідувальну діяльність, виробляє основні рекомендації з питань планування розвідувальної діяльності, визначенням цілей і завдань розвідки й конкретних її виконавців.
- тур. Milli İstihbarat Teşkilatı, МІТ (Національна розвідувальна організація)
- тур. Jandarma İstihbarat ве Terörle Mücadele, JİTEM (Жандармерія розвідки і боротьби з тероризмом)
- тур. Kamu Düzeni ve Güvenliği Müsteşarlığı (Підсекретаріат громадського порядку та безпеки)
- тур. Emniyet Genel Müdürlüğü İstihbarat Daire Başkanlığı (Служба поліцейської розвідки)
- тур. Genelkurmay İstihbarat Daire Başkanlığı (Об'єднаний штаб розвідувальних служб)
- тур. Kara Kuvvetleri Komutanlığı İstihbarat Başkanlığı (Військова розвідка)
- тур. Deniz Kuvvetleri Komutanlığı İstihbarat Başkanlığı (Військово-морська розвідка)
- тур. Hava Kuvvetleri Komutanlığı İstihbarat Başkanlığı (Військово-повітряна розвідка)
- тур. Sahil Güvenlik Komutanlığı İstihbarat Başkanlığı (Розвідка берегової охорони)
- тур. Maliye Bakanlığı Masak (Фінансова розвідка)
- тур. Gümrük Bakanlığı Gümrük Muhafaza (Митний департамент, служба митного контролю)
- тур. Orman Bakanlığı Orman Muhafaza (Міністерство лісової служби охорони лісів)

До складу «МІТ» входять основні управління:
1. Управління психологічної оборони, покликане боротися проти ідеологічного впливу ворожої пропаганди на населення Туреччини;
2. Служба національної безпеки, яка стала головним контррозвідувальним органом країни;
3. Розвідувальне управління — провідний розвідувальний орган Туреччини;
4. Адміністративне управління, призначене виконувати необхідну роботу з підтримки та забезпечення розвідувальної діяльності в її повному обсязі;
5. Інспекційне управління;
6. Юридичне управління.

Структурні ланки:
1. Дирекція психологічної розвідки, в країні та за її межами («альтернативне джерело інформації» для «аналітичного відділу»).
2. Управління з електронної та технічної розвідки. Основні обов'язки цього підрозділу є «РТР» (радіотехнічна розвідка) і «SIGINT» (радіоелектронна розвідка і контррозвідка). Обов'язки і відповідальність — відповідно до закону, «MIT» проводить моніторинг щодо всіх електронних та технічних атак проти Туреччини.
3. Розвідувальне управління. Відповідальне за створення необхідної інформації про внутрішні і зовнішні елементів, що можуть загрожувати національній та територіальної цілісності, існуванню, свободі, безпеці, конституційному порядку та інститутам Республіки Туреччина. Має оперативний підрозділ забезпечення та дає звіти розвідки, що отримали після оцінки зібраної інформації зацікавленими установами.
4. Оперативне управління. Коли оперативні завдання розвідки визначені Управлінням розвідки, це управління їх приймає. Вони також збирають інформацію з секретних джерел в Туреччині і за кордоном для потреб Організації національної розвідки Туреччини. Дирекція також збирає інформацію про організовану злочинність, таких як незаконний обіг наркотиків, «відмивання грошей» і незаконне поширення зброї або загроза тероризму чи підривні ідеологічні цілі (інформаційна війна). Відповідно до Закону № 2937 «MIT» може бути внутрішньою і зовнішньою організацією, мати достатні фінансові ресурси проти сепаратистських рухів і диверсійних дій противника, що діють проти конституційного ладу Республіки Туреччини. Інший обов'язок полягає в запобіганні діяльності іноземних організацій розвідки в Туреччині, наприклад, для збору інформації або маніпуляції деякими місцевими окремими особами та групами[11].

Кожне управління сформувало різні одиниці:
- оперативні,
- аналітичні та
- адміністративні.

Оперативна діяльність включає закриті та відкриті завдання. Увага їх зосереджена на Балканах, на Близькому Сході, в Ірані, у країнах колишнього Радянського Союзу, Німеччині та інших країнах Західної Європи серед турецьких громад діаспори. Направлені також на анти-курдський опір, вірменські і грецькі національні меншини та на ліві політичні рухи, робить моніторинг організованої злочинності.
Після загибелі в автокатастрофі лідера націоналістичної організації Туреччини «сірі вовки» (Бозкурт) Абдулаха Чатла, виникли дані, які викликали підозру у зв'язках з організованою злочинності і націоналістичних організацій окремих керівників зовнішньої розвідки Метіна Гюньола, його протистоянні проти вірменської організації збройного опору «Асала».

## Керівники
| Керівники Організації національної розвідки Туреччини |                   |                      |                      |
| №                                                     | Ім'я              | Початок              | Кінець               |
| 1                                                     | Авні Кантан       | 14 липня 1965 р.     | 2 березня 1966 р.    |
| 2                                                     | Мехмет Фуат Догу  | 2 березня 1966 р.    | 27 березня 1971 р.   |
| 3                                                     | Нуреттін Ерсін    | 2 серпня 1971 р.     | 25 липня 1973 р.     |
| 4                                                     | Бюлент Туркер     | 26 липня 1973 р.     | 27 лютого 1974 р.    |
| 5                                                     | Багатін Узюлкер   | 28 лютого 1974 р.    | 26 вересня 1974 р.   |
| 6                                                     | Бюлент Туркер     | 26 вересня 1974 р.   | November 24, 1974 р. |
| 7                                                     | Гамза Гюргюч      | 25 листопада 1974 р. | 13 липня 1978 р.     |
| 8                                                     | Аднан Ерсуз       | 13 липня 1978 р.     | 19 листопада 1979 р. |
| 9                                                     | Бюлент Туркер     | 19 листопада 1979 р. | 7 вересня 1981 р.    |
| 10                                                    | Бурганетін Бігалі | 7 вересня 1981 р.    | 14 серпня 1986 р.    |
| 11                                                    | Гаурі Юндюл       | 5 вересня 1986 р.    | 29 серпня 1988 р.    |
| 12                                                    | Теоман Коман      | 29 серпня 1988 р.    | 27 серпня 1992 р.    |
| 13                                                    | Сунмез Куксал     | 9 листопада 1992 р.  | 11 лютого 1998 р.    |
| 14                                                    | Шенкал Атасагун   | 11 лютого 1998 р.    | 11 червня 2005 р.    |
| 15                                                    | Емре Танер        | 15 червня 2005 р.    | 26 травня 2010 р.    |
| 16                                                    | Гакан Фідан       | 26 травня 2010 р.    |                      |